# Kúr Géza
Kúr Géza (Kulcsod, 1893. július 30. – Niles, USA, 1991. december 23.) református pap, egyháztörténész.

## Élete
1915-ben Pápán végezte el a református teológiát. 1920–1944 között Csicsón volt lelkész. 1945-ben az Amerikai Egyesült Államokba emigrált. 
1918–1944 között elsősorban egyháztörténettel foglalkozott és megírta Komárom, Komáromfüss, Kolozsnéma és Csicsó református egyházainak történetét. Az emigrációban is lelkipásztorként tevékenykedett és Csallóköz őslakóival, valamint az etruszk–magyar rokonsággal foglalkozott.
Az ohioi A Fáklya folyóirat szerkesztője volt.

## Művei
- 1932/2000 Küzdelmeink - Három református egyház története
- 1937/1994 A komáromi reformátusi egyházmegye I. (II. rész kéziratban maradt)
- 1937 Cseh–magyar református történelmi kapcsolatok